# SS Königin Luise (1896)
SS Königin Luise était un paquebot de la classe Barbarossa construit en 1896 par Vulcan Shipbuilding Corp. de Stettin, Allemagne.

## Königin Luise
Königin Luise a été construit par AG Vulcan pour la ligne nord-allemande Lloyd (NDL) et achevé le 17 mars 1896.
Avec ses navires jumeaux Friedrich der Grosse, Barbarossa et Bremen, le Königin Luis a servi sur les routes d'Australie, d'Extrême-Orient et de l'Atlantique Nord pour NDL. Lors de ses voyages en Australie et en Extrême-Orient, il empruntait le canal de Suez et était l'un des plus gros navires utilisant régulièrement le canal.

## Omar
En janvier 1921, le navire fut vendu à l'Orient Steam Navigation Company, qui l'a rebaptisé Omar .

## Edison
Le navire fut de nouveau vendu en juillet 1924 à Byron SS Co. de Londres, et rebaptisé Edison. Il assurait la liaison entre le Pirée et New York jusqu'à sa mise au rebut en 1935 en Italie.